# Schloss Arolsen
Schloss Arolsen, ook Residenzschloss Arolsen genoemd, is een 18e-eeuws kasteel in barokstijl, gelegen in Bad Arolsen in de Duitse deelstaat Hessen. Het kasteel diende tot 1918 als residentie van de familie Waldeck-Pyrmont. In 1858 werd hier (de later Nederlandse koningin) Emma zu Waldeck und Pyrmont geboren.

## Geschiedenis
In 1131 werd het kerkdorp Arolsen (of destijds 'Aroldessen') voor het eerst genoemd ter gelegenheid van de oprichting van het Augustijnenklooster in Aroldessen. Zoals met veel kastelen, was de voorloper van het woonpaleis een klooster en werd in de periode 1526-1530 door Philip III van Waldeck omgebouwd en bleef in gebruik als stamslot van de graven van Waldeck tot 1710. Dit kasteel en de overblijfselen van het klooster werden uiteindelijk in 1710 afgebroken. In 1620 werd hier Georg Frederik van Waldeck-Eisenberg geboren.
Frederik Anton Ulrich van Waldeck-Pyrmont liet aan het begin van de 18e eeuw het oude Schloss Arolsen vervangen door een barok lustslot naar ontwerp van Julius Ludwig Rothweil naar het model van Versailles van 1710 tot 1728, maar de inrichting van het interieur werd beïnvloed door de rococo. Het hoofdgebouw was gereed in 1728.
De bouw van het kasteel belastte het vorstendom Waldeck-Pyrmont overmatig. Vooral sinds de toetreding tot de Duitse Bond liepen de schulden zo hoog op, dat het vorstendom in 1867 een verdrag sloot met Pruisen, waarmee het vorstendom het grootste deel van zijn zelfstandigheid verloor. In 1918 trad de laatste vorst af. Het kasteel werd overgenomen door de gemeente; de koninklijke familie kreeg het vruchtgebruik van een deel ervan, prins Wittekind zu Waldeck und Pyrmont woonde er met zijn gezin. Het kasteel is voor een groot deel ingericht als museum en bibliotheek.

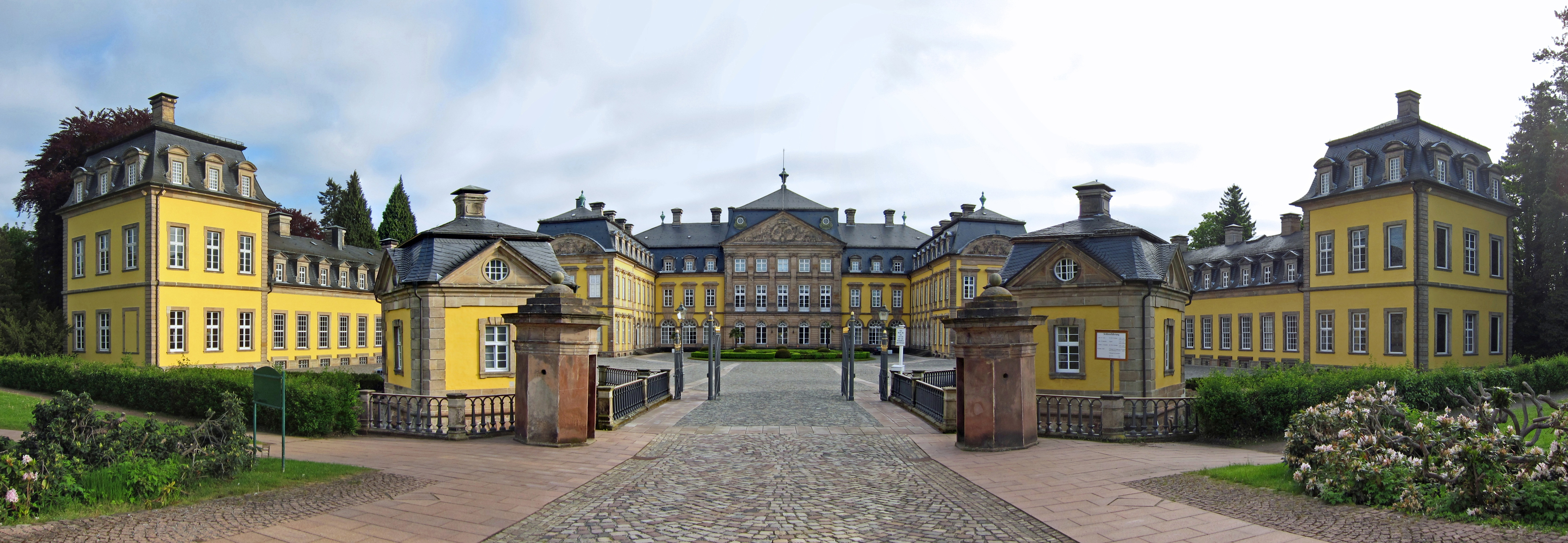
Panorama van het slot